# Theodore Boone: El activista
Theodore Boone: El activista (en inglés - Theodore Boone: The Activist) (21 de mayo de 2013) es una novela juvenil del estadounidense John Grisham. Es el cuarto libro de la serie de Theodore Boone.

## Sinopsis
El ayuntamiento está planeando la construcción de una gran carretera a las afueras de Strattenburg, pese a que los habitantes no están de acuerdo. Theodore, sin embargo, descubre que el proyecto está marcado por la corrupción y por intereses monetarios, y decide iniciar un plan para que la carretera no se construya.